# ルイ・アームストロングの家
ルイ・アームストロングの家（ルイ・アームストロングのいえ、the Louis Armstrong House）は、ルイ・アームストロングが、妻のルシール (Lucille) とともに、1943年から、1971年に死去するまで住んでいたニューヨークの家。アームストロングの没後、未亡人となったルシールは、夫を顕彰する博物館を創るためとして、この建物をニューヨーク市に寄贈した。1988年には、ニューヨーク市歴史建造物、1976年にはアメリカ合衆国国定歴史建造物に登録されている。2003年から、ルイ・アームストロングの家博物館 (the Louis Armstrong House Museum) として一般に公開されている。日本語では、「ルイ・アームストロング・ハウス博物館」、「ルイ・アームストロング・ハウスミュージアム」、あるいはアームストロングの通称を用いて「サッチモハウス博物館」などとして言及されることもある。
所在地は、ニューヨーク市クイーンズ区コロナ (Corona) の37番街 (37th Avenue) に近い107丁目34-56番地 (34-56 107th Street) である。

## 歴史
この家は、1910年に建てられ、1930年代からはブレナン家 (the Brennans) というアイルランド系の家族が住んでいたが、1943年にルシールと結婚したアームストロングがこの家を手に入れて移り住んだ。アームストロングは、そのままこの家を終生の住処とし、1971年7月6日にこの家の寝室で息を引き取った。
1983年に未亡人ルシールが亡くなり、資産を引き継いだルイ・アームストロング教育財団 (The Louis Armstrong Educational Foundation) は、1986年にこの家をニューヨーク市に寄贈するとともに、建物やアームストロングの遺した膨大な資料の管理をニューヨーク市立大学クイーンズ校に委ねた。1988年、この建物はニューヨーク市歴史建造物となった。しかし、この建物は、1991年までは空家の状態で放置され、雨漏りなどが生じ、ヴァンダリズムの被害も受けるようになっていた。
1998年、この建物を博物館に改装するマスタープランが決定、2000年までに設計が完了し、2002年から2003年にかけての改装工事を経て、ルイ・アームストロングの家博物館が開館した。